# 吉田雅彦
吉田 雅彦（よしだ まさひこ、1947年4月 - ）は、日本の実業家。日本マイクロソフト顧問、日本ヒューレット・パッカード相談役を務めた。

## 人物
1969年、後の米国コンピュータベンダーのバロース社の日本総代理店だった高千穂交易入社をかわぎりに、日本ヒューレット・パッカード相談役就任まで44年間一貫してコンピュータ業界の発展を牽引。2013年にヒューレット・パッカード社を退任後は、日本マイクロソフト顧問をはじめ、ベトナム最大のITベンダーであるFPT社の日本法人のエグゼクティブアドバイザーや、IT業界における数々の会社の社外取締役や顧問を歴任しながら現在に至る。

## 経歴
1947年、静岡県出身。1965年、静岡県立静岡高等学校卒業。1969年、早稲田大学政治経済学部卒業、高千穂交易入社。1988年4月、日本ユニバックとの合併により、日本ユニシス。1988年9月、日本タンデムコンピューターズ入社。1998年1月、コンパックコンピュータと日本タンデムコンピューターズの合併にともない、コンパックコンピュータ。1999年10月、同常務取締役 営業統括本部長。2002年11月、日本ヒューレット・パッカードとコンパックコンピュータの合併にともない、日本ヒューレット・パッカード常務執行役員。2004年5月、同専務執行役員 営業担当。2007年2月、同取締役 専務執行役員 営業担当。2007年7月、日本ヒューレット・パッカードファイナンシャルサービス代表取締役社長（兼任）。2009年4月、日本ヒューレット・パッカード取締役 相談役。2013年1月、日本ヒューレット・パッカード取締役 相談役および、日本ヒューレット・パッカードファイナンシャルサービス代表取締役社長を退任。同年4月、日本マイクロソフト顧問。2017年6月、日本マイクロソフト顧問を退任。同年8月、FPTジャパンホールディングスエグゼクティブアドバイザー。